# Robert Le Lorrain
Pour les articles homonymes, voir Le Lorrain.
Robert Le Lorrain, né le 15 novembre 1666 à Paris, où il est mort le 1er juin 1743, est un sculpteur baroque français.

## Biographie

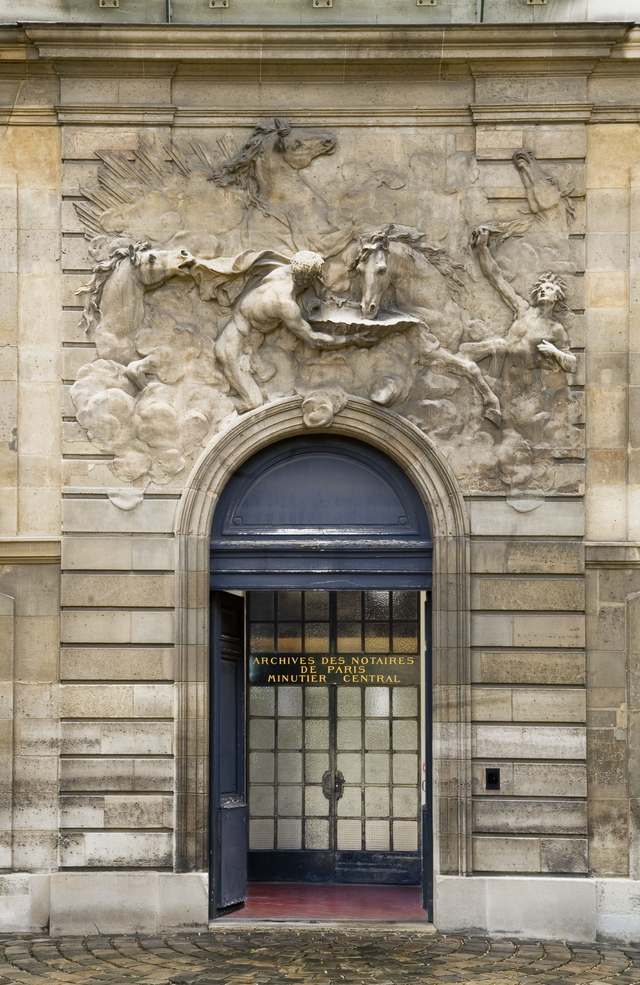
Les Chevaux du Soleil (1737), bas-relief, hôtel de Rohan, Paris.

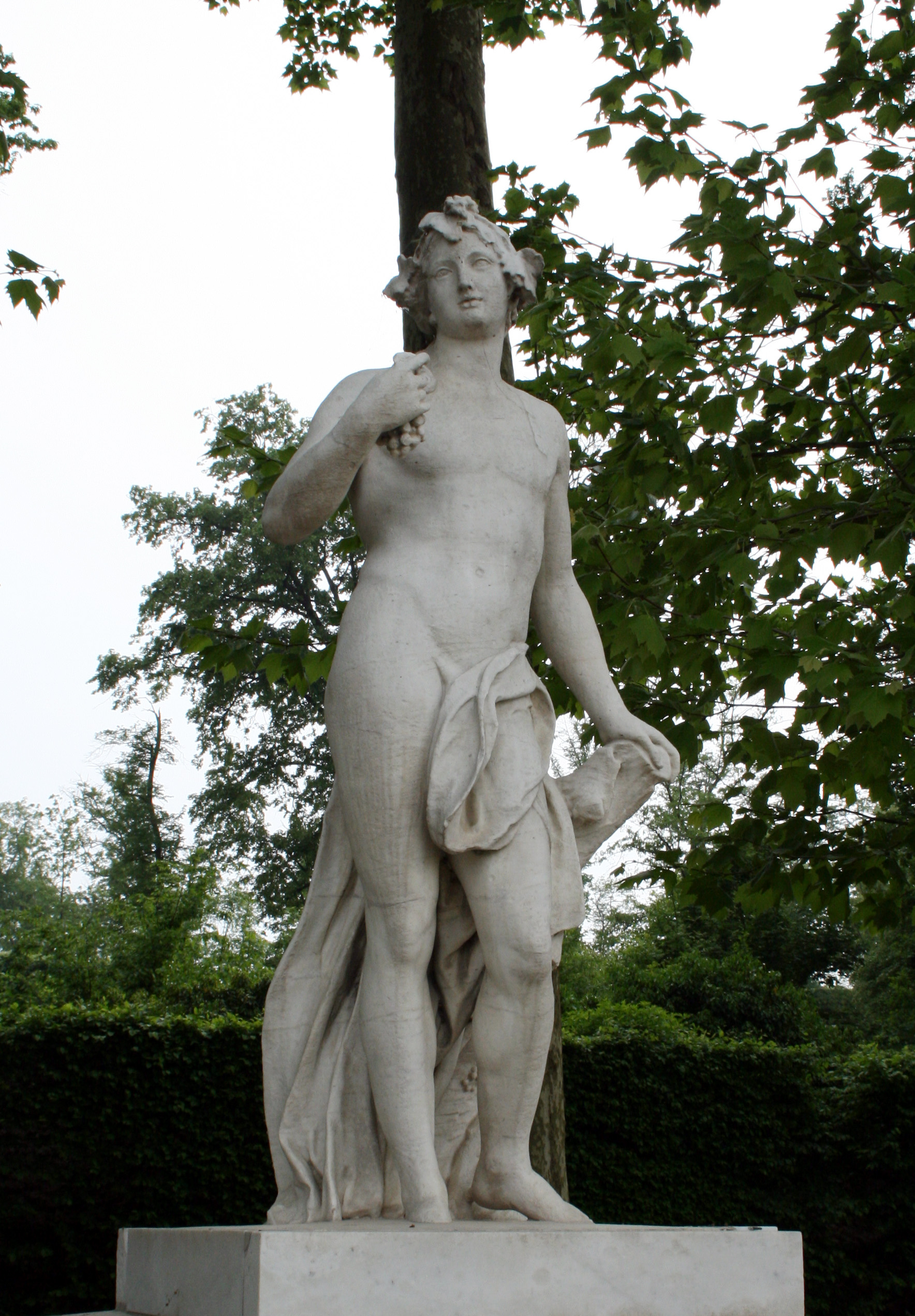
Bacchus, bassin d'Apollon, parc du château de Versailles.

Robert Le Lorrain est un fils d'une famille attachée à Nicolas Fouquet. À la suite de la disgrâce du protecteur familial, il entre à l'atelier de Pierre Mosnier élève de Lemonnier, puis de François Girardon, il fut chargé d'exécuter une partie du mausolée du cardinal de Richelieu en la Chapelle de la Sorbonne à Paris.
En 1689, ayant remporté le prix de Rome (grand prix de sculpture) avec l'Embarquement de Noé, il part pour Rome, où il étudie les œuvres du Bernin.
De retour en France, il termine, à Marseille, les œuvres de Pierre Puget.
Au tout début du XVIIIe siècle, Robert Le Lorrain s'installe à Paris, dans le quartier du Marais, le long de la rue Meslay, où il établit son atelier, près de celui de Christophe-Gabriel Allegrain et son collaborateur Jean-Baptiste Pigalle.
Robert Le Lorrain est reçu en l'Académie de Saint-Luc. En 1701, la réalisation d'une statue de Galatée lui permet de devenir membre de l'Académie royale de peinture et de sculpture. Il est nommé par la suite professeur. Parmi ses élèves, on compte Jean-Baptiste II Lemoyne et Jean-Baptiste Pigalle.
Entre 1728 et 1731, il élabore des œuvres d'art pour le château de Saverne et entre 1735 et 1738 pour le Palais des Rohan construit pour Armand-Gaston-Maximilien de Rohan, nouveau prince-évêque de Strasbourg.
Il réalise d'autres sculptures pour le château de Marly et pour le château de Versailles.
En 1737, il devient recteur de l'Académie. Au cours de cette année, il sculpte son œuvre la plus célèbre : le bas-relief Les Serviteurs d'Apollon donnant à boire aux chevaux du char solaire, dit aussi Les Chevaux du Soleil, pour le tympan de l'entrée des écuries de l'hôtel de Rohan à Paris à Paris.
Il est inhumé dans le cimetière Saint-Nicolas-des-Champs.

## Collections publiques
- musée du Louvre
- Institut Courtauld de Londres
- National Gallery of Art de Washington : Galatea [5]
- château de Marly
- château de Versailles
- château de Saverne
- Hôtel de Rohan : Les Serviteurs d'Apollon donnant à boire aux chevaux du char solaire, dit Les Chevaux du Soleil
- Chapelle de la Sorbonne : mausolée du cardinal de Richelieu, en partie.
- Enlèvement de Proserpine par Pluton de François Girardon : collaboration pour la réalisation du piédestal

## Élèves
- Jean-Baptiste Lemoyne
- Jean-Baptiste Pigalle